# 伊藤潔
伊藤潔（1937年—2006年1月16日）是台灣出身，歸化日本的評論家、學者。原杏林大學教授。本名「劉明修」，取得日本國籍時，改名為「伊藤潔」。「伊藤」是取自伊藤潔本人最尊敬的人物伊藤博文的姓氏。
1937年（昭和12年）出生於宜蘭，中興大學畢業後赴日，就讀於早稻田大學，在東京大學完成博士學位。曾任教於津田塾大學、橫濱國立大學、東京大學、二松學舍大學。

## 著書
- 『台灣統治與鴉片問題』（山川出版社、1983年）
- 『台灣―四百年的歷史與展望』　（中央公論社、1993年）
- 『李登輝傳』　（文藝春秋、1996年）